# Aplysiatoxin
Aplysiatoxin ist ein Cyanotoxin, also ein Toxin der Cyanobakterien. Es wurde in verschiedenen Vertretern der Gattungen Lyngbya, Schizothrix und Oscillatoria nachgewiesen und löst beim Kontakt Schwimmerkrätze aus.  und wird in der Medizin im Zusammenhang mit der Entstehung von Krebs untersucht.